# Мартинес, Хуан Игнасио
Хуан Игнасио Мартинес Хименес (исп. Juan Ignacio Martínez Jiménez; род. 23 июня 1964, Рабаса, Испания) — испанский футболист, тренер.

## Карьера тренера
С 1998 года уже начал выступать с футбольными клубами в качестве тренера. Дебют состоялся с клубом «Ориуэла», спустя сезон Хуан возглавлял уже «Торревех».
В сезоне-2005/06 Мартинес руководил клубом «Картахена», под опекой тренера команда показывала стабильную игру.
Сезон-2006/07 прошёл в работе с командой «Алькояно», а 2007/08 — с «Саламанкой», которая с приходом нового тренера начала занимать высокие позиции, а по прошествии сезона заняла седьмую строчку в Сегунде.
В сезоне-2009/10 Хуан Игнасио возвращается в команду «Картахена», за очень короткий промежуток времени она пробивается в Сегунду. На следующий год клуб уже занимает пятую строчку в таблице второго дивизиона Испании. За 137 игр под руководством тренера 37 из них команда провела в Сегунде.
В середине 2011 года Хуан подписал контракт с «Леванте».
В июне 2013 года Хуан Игнасио Мартинес возглавил «Вальядолид». Контракт с тренером был рассчитан на два года, но он проработал с командой всего один сезон.
12 декабря 2014 года Мартинес возглавил «Альмерию». За девять туров до завершения чемпионата Испании «Альмерия» шла в зоне вылета, отставая от 17-й строчки на одно очко, и тренер был уволен.

## Личная жизнь
Двоюродный брат Мартинеса, Пепе Бордалас, также является футбольным тренером («Алькоркон»).